# Specklinia wrightii
Specklinia wrightii là một loài thực vật có hoa trong họ Lan. Loài này được (Rchb.f.) Luer mô tả khoa học đầu tiên năm 2004.